# Clausicella suturata
Clausicella suturata là một loài ruồi trong họ Tachinidae.